# Unterseeboot 469
L'Unterseeboot 469 ou U-469 est un sous-marin allemand (U-Boot) de type VIIC utilisé par la Kriegsmarine pendant la Seconde Guerre mondiale.
Le sous-marin fut commandé le 20 janvier 1941 à Kiel (Deutsche Werke), sa quille fut posée le 1er octobre 1941, il fut lancé le 8 août 1942 et mis en service le 7 octobre 1942, sous le commandement de l'Oberleutnant zur See Emil Claussen.
L'U-469 n'a ni endommagé ni coulé de navire au cours de l'unique patrouille (10 jours en mer) qu'il effectua.  
Il fut coulé par un avion britannique au sud de l'Islande, en mars 1943.

## Conception
Unterseeboot type VII, l'U-469 avait un déplacement de 769 tonnes en surface et 871 tonnes en plongée. Il avait une longueur totale de 67,10 m, un maître-bau de 6,20 m, une hauteur de 9,60 m et un tirant d'eau de 4,74 m. Le sous-marin était propulsé par deux hélices de 1,23 m, deux moteurs diesel Germaniawerft M6V 40/46 de 6 cylindres en ligne de 1 400 cv à 470 tr/min, produisant un total de 2 060 à 2 350 kW en surface et de deux moteurs électriques Siemens-Schuckert GU 343/38-8 de 375 cv à 295 tr/min, produisant un total 550 kW, en plongée. Le sous-marin avait une vitesse en surface de 17,7 nœuds (32,8 km/h) et une vitesse de 7,6 nœuds (14,1 km/h) en plongée. Immergé, il avait un rayon d'action de 80 milles marins (150 km) à 4 nœuds (7,4 km/h; 4,6 milles par heure) et pouvait atteindre une profondeur de 230 m. En surface son rayon d'action était de 8 500 milles nautiques (soit 15 700 km) à 10 nœuds (19 km/h). 
L'U-469 était équipé de cinq tubes lance-torpilles de 53,3 cm (quatre montés à l'avant et un à l'arrière) qui contenait quatorze torpilles. Il était équipé d'un canon de 8,8 cm SK C/35 (220 coups) et d'un canon antiaérien de 20 mm Flak. Il pouvait transporter 26 mines TMA ou 39 mines TMB. Son équipage comprenait 4 officiers et 40 à 56 sous-mariniers.

## Historique
Il accomplit sa période d'entraînement initial et de formation dans la 5. Unterseebootsflottille jusqu'au 1er mars 1943, puis il rejoint son unité de combat dans la 3. Unterseebootsflottille.
Sa première patrouille au départ de Kiel, le 16 mars, se passe dans l'Atlantique Nord entre l'Islande et les îles Féroé. Après fix jours en mer, il est attaqué et coule au sud de l'Islande à la position 62° 12′ N, 16° 40′ O, par un B-17 Flying Fortress britannique de la No. 206 Squadron RAF (en).
Les 47 membres d'équipage meurent dans cette attaque.

## Affectations
- 5. Unterseebootsflottille du 7 octobre 1942 au 1er mars 1943 (Période de formation).
- 3. Unterseebootsflottille du 1er mars 1943 au 25 mars 1943 (Unité combattante).

## Commandement
- Oberleutnant zur See Emil Claussen du 7 octobre 1942 au 25 mars 1943.

## Patrouilles
|       | Commandant          | Départ       | Départ | Arrivée      | Arrivée | Jours    | Succès |
| ----- | ------------------- | ------------ | ------ | ------------ | ------- | -------- | ------ |
| 1     | Oblt. Emil Claussen | 16 mars 1943 | Kiel   | 25 mars 1943 | Coulé   | 10 jours |        |
| Total | Total               | Total        | Total  | Total        | Total   | 10 jours | 0 t    |

Note : Oblt. = Oberleutnant zur See